# Castela tortuosa
Castela tortuosa là một loài thực vật có hoa trong họ Thanh thất. Loài này được Liebm. mô tả khoa học đầu tiên năm 1853.